# Mariana Páez
Martha Isabel Ardila más conocida por su alias Mariana Páez o Mariana Paz (Bogotá, 1962-Sumapaz, Cundinamarca; 27 de febrero de 2009) fue una guerrillera colombiana de las Fuerzas Armadas Revolucionarias de Colombia - Ejército del Pueblo (FARC-EP).

## Biografía
Nació en Bogotá y vivió en el barrio Policarpa Salavarrieta. Estudió en el Servicio Nacional de Aprendizaje (SENA) y en la Universidad Incca, donde cursó Ingeniería de alimentos. Perteneció a las Juventud Comunista Colombiana (JUCO). Ingresó a las FARC-EP en 1989, durante el exterminio de la Unión Patriótica, participó en el Comité Temático durante los diálogos de paz con el gobierno de Andrés Pastrana entre 1998 y 2001 y de la emisora guerrillera La Voz de la Resistencia. Desempeño labores como ideóloga y comandante del Bloque Oriental de las FARC-EP dentro del Frente Antonio Nariño, siendo cercana a Jorge Briceño 'Mono Jojoy' y participó en varias acciones armadas de la guerrilla como el ataque a El Billar (Caquetá)  y la Toma de Miraflores (Guaviare) en 1998. Fue la única mujer miembro del Estado Mayor de las FARC-EP.

## Muerte
Fue abatida en combate con la Brigada XIII de la Quinta División del Ejército Nacional en el marco de la Operación Fuerte, en la Cuchilla las Ánimas del corregimiento de Nazaret, en Sumapaz (Cundinamarca), junto a otros 11 guerrilleros.

## Homenajes
- El Espacio Territorial de Capacitación y Reincorporación (ETCR) Mariana Páez, ubicado en Mesetas (Meta).[12][13]
- El Partido Comunes ha realizado homenajes, resaltando su papel político.[14]